# Filosoficirkeln i Lund
Filosoficirkeln i Lund arrangerar föreläsnings- och diskussionsverksamhet med tvärvetenskaplig inriktning, men lägger tyngdpunkten på filosofin som övergripande disciplin. De genomförs i Lund varje tisdagskväll under terminstid, med undantag av helgdagar och Lundakarneval. Man fokuserar på dialog, social gemenskap och kunskapens förankring i livet. Filosoficirkeln strävar efter helhetsperspektiv på tillvaron och framhäver forskningens konsekvenser för människa och miljö.
Filosoficirkeln genomförs i samarbete med Folkuniversitetet och Lunds universitet. Merparten av föreläsningarna efter 1995, drygt 600 stycken, finns att ta del av på Internet.

## Historia
Hösten 1977 kontaktades Arno Werner av några studenter på filosofiska institutionen som var kritiska till att man bara fick analytisk filosofi och önskade mer kontinental filosofi. Arno fick kontakt med den fransk doktorand på institutionen, Bernard Gabé, och de beslöt att starta en cirkel om vetenskapsteori.

### 70-talet
Den 8 februari 1978 drog filosoficirkeln igång sin verksamhet i sal 203 i Kungshuset i Lundagård. Vid första cirkeln var det 16-18 studenter och första ämnet var ”Vad är filosofi?” som Bernard Gabé föreläste om. De första terminerna alternerade Arno Werner och Bernard Gabé som föreläsare varannan tisdag.
Den 12 september 1978 föreläste Ingemar Nordin, som första ”externa” föreläsare under rubriken ”Den nya vetenskapliga metoden”. Våren 1979 föreläste även Hans Regnéll och Rolf Lindborg och under hösten 1979 var bland andra professor Sven-Eric Liedman föreläsare i cirkeln.
Totalt genomfördes 54 cirkelträffar där Bernard Gabé föreläste vid 23 tillfällen, Arno Werner vid 18 tillfälle och övriga 7 föreläsare ledde de övriga 12 träffarna.

#### Terminsprogram 1978-1979
| Termin      | Tema                    | Antal träffar |
| ----------- | ----------------------- | ------------- |
| Våren 1978  | Vad är filosofi?        | 12            |
| Hösten 1978 | Filosofiska strömningar | 16            |
| Våren 1979  | Filosofiska System I    | 11            |
| Hösten 1979 | Filosofiska System II   | 16            |

### 80-talet
Under 80-talet växte cirkeln och antalet föreläsare blev betydligt fler. Från vårterminen 1982 flyttade man från lärosal 203 till den större Carolinasalen i Kungshuset. Under 80-talet avslutades också åren med julfest, i alla fall fram till 1987. Ibland var det tillsammans med Filosofiska föreningen, ibland i egen regi. Julfesterna utvecklade sig till riktiga helkvällar med kammarmusik eller t o m konsert i Domkyrkan, men alltid med ett filosofiskt föredrag. 1980 kostade julfesten 35 kr, 1987 hade priset ökat till 120 kr!
Under 80-talet genomfördes 309 cirkelträffar med inte mindre än 99 olika föredragshållare. 8 av dessa hade dock 134 föredrag. Det var Arno Werner, som inledde varje termin med en introduktion av temat i form av ett föredrag, dock inte 1984. Därutöver hade Arno ytterligare 9 föredrag. Rolf Lindborg och Svante Nordin, bägge ”veteraner” från 70-talet, hade 21 föredrag vardera, Hans Regnéll föreläste 17 gånger, Benkt-Erik Benktsson 13 gånger och Bernard Gabé och Sven-Eric Liedman vardera 12 gånger.
Under 80-talet var det också 8 kvinnliga föredragshållare, där Susanna Roxman, disputerad i litteraturvetenskap och senare chef för Centrum för klassisk mytologi vid Lunds universitet, var först ut den första mars 1983 med föredraget ” Medeltidens höviska ideal och kvinnans ställning”. Hon återkom drygt 10 år senare till Cirkeln. Andra kvinnor var bland andra Gertie Englund, egyptolog och flitig föreläsare i Cirkeln, och Hertha Hansson, docent i idé- och lärdomshistoria, och Margaret Bertilsson, professor i sociologi.
Hösten 1982 var för första gången alla 13 föredragshållarna olika personer, dock var det bara 4 debutanter.

#### Terminsprogram 1980-1989
| Termin      | Tema                                              | Antal träffar |
| ----------- | ------------------------------------------------- | ------------- |
| Våren 1980  | Modern filosofi                                   | 13            |
| Hösten 1980 | Humanism                                          | 12            |
| Våren 1981  | Filosofin, Kulturen och staten                    | 13            |
| Hösten 1981 | Filosofin, vetenskapen och moralen                | 12            |
| Våren 1982  | Naturen, kulturen och viljan                      | 14            |
| Hösten 1982 | Filosofin, etiken och estestiken                  | 13            |
| Våren 1983  | Filosofi, kultur och historia                     | 16            |
| Hösten 1983 | Filosofi, fysiken och världsbildernas förvandling | 15            |
| Våren 1984  | Människan och vetenskapen                         | 14            |
| Hösten 1984 | Vetenskapen och kulturen                          | 17            |
| Våren 1985  | Språket - världen – medvetandet                   | 16            |
| Hösten 1985 | Konst och filosofi                                | 17            |
| Våren 1986  | Värld och "spel"                                  | 17            |
| Hösten 1986 | Vetenskapernas enhet                              | 18            |
| Våren 1987  | Människan, religionen och tekniken                | 17            |
| Hösten 1987 | Kunskapsformer och världsåskådning                | 17            |
| Våren 1988  | Känslor och förnuft                               | 18            |
| Hösten 1988 | Tid och medvetande                                | 16            |
| Hösten 1988 | Kroppen och viljan                                | 17            |
| Hösten 1989 | Människan i samspel                               | 17            |

### 90-talet
Under 90-talet växte Filosoficirkeln ytterligare och 1992 flyttade den till Universitetshusets aula. Såväl antalet föreläsningar som föreläsare, kvinnliga föreläsare och ”debutanter” blev fler.
Totalt hölls 344 cirkelträffar med inte mindre än 158 olika föredragshållare, varav 104 debuterade. 37 föreläsare var kvinnor och 64 föredrag hölls av kvinnor. Våren 1994 var temat ”Manligt och kvinnligt” och då var 12 av de 20 föreläsarna kvinnor!
I 44 terminer, mer än 600 gånger, lyckades Arno Werner locka så attraktiva föreläsare till tisdagsföreläsningarna i universitetsaulan att den vanligtvis blev fullsatt av åhörare. För detta fick Arno Lunds kommuns kulturpris  hösten 1998. Tyvärr dog Arno redan under påsken 1999, men hans skapelse, Filosoficirkeln, hade sådan livskraft att den lever vidare.

#### Terminsprogram 1990-1999
| Termin      | Tema                                                      | Antal träffar |
| ----------- | --------------------------------------------------------- | ------------- |
| Våren 1990  | Kosmos och kaos                                           | 17            |
| Hösten 1990 | Vänskap och kärlek                                        | 17            |
| Våren 1991  | Livets uppkomst, dynamik och komplexitet                  | 19            |
| Hösten 1991 | Människan och hennes symbolvärld                          | 17            |
| Våren 1992  | Etik och samlevnad i en föränderlig värld                 | 20            |
| Hösten 1992 | Människans inre värld                                     | 17            |
| Våren 1993  | Människans drivkrafter                                    | 19            |
| Hösten 1993 | Civilisation och kultur uppgång - blomstring – sönderfall | 16            |
| Våren 1994  | Manligt och kvinnlig                                      | 20            |
| Hösten 1994 | Värld, mythos och mening                                  | 16            |
| Våren 1995  | Barnet, kunskapen och verklighetsorganisationen           | 19            |
| Hösten 1995 | Kosmisk, biologisk och kulturell evolution                | 16            |
| Våren 1996  | Kosmos, hjärnan och medvetandet                           | 17            |
| Hösten 1996 | Fiktion och verklighet                                    | 17            |
| Våren 1997  | Identitet och förvandling                                 | 18            |
| Hösten 1997 | Kunskap, kommunikation och revolution                     | 16            |
| Våren 1998  | Människan, naturen och tekniken                           | 18            |
| Hösten 1998 | Det onda                                                  | 15            |
| Våren 1999  | Makt och mora                                             | 16            |
| Hösten 1999 | Som i en spegel" - människans bild av människan           | 14            |

### 00-talet
Efter Arno Werners död tog Filosoficirkeln nya tag  under ledning av en arbetsgrupp som kallade sig ”Kollegiet för FilosofiCirkeln”, bestående av bland andra Per Engfors, Olle Holmqvist, Kerstin Birde och Sven Jönsson. Cirkeln fick då namnet ”Den nya Filosoficirkeln”.
Det finns ingen officiell besöksstatistik, men åhörarna blev stadigt färre och vårterminen 2006 flyttade man från Universitetshusets aula till Edens hörsal och våren 2007 vidare till Palaestra, allt i de centrala delarna av studentLund. Programgruppen decimerades till Per Engfors och Sven A Jönsson, men verksamheten ”tog fart” igen i mitten på 00-talet och från och med 2005 kallas den rätt och slätt ”Lunds filosoficirkel” Vid Per Engfors död, våren 2007, övertog Sven A Jönsson ledningen för programmet.
Med 339 föreläsningar och hela 251 föreläsare talade ingen mer än en gång per termin. Totalt var det 193 debuterande föreläsare och vid 85 träffar var det kvinnliga föredragshållare.

#### Terminsprogram 2000-2009
| Termin      | Tema                                                       | Antal träffar |
| ----------- | ---------------------------------------------------------- | ------------- |
| Våren 2000  | Som i en spegel jag, vi - de andra                         | 19            |
| Hösten 2000 | Förtroende, falskhet och fusk                              | 16            |
| Våren 2001  | Frihet, val och ångest                                     | 17            |
| Hösten 2001 | Vetandets vägar och kunskapens gränser                     | 16            |
| Våren 2002  | Livets mening                                              | 15            |
| Hösten 2002 | Livets mening 2                                            | 17            |
| Våren 2003  | Kaos och harmoni                                           | 19            |
| Hösten 2003 | På tröskeln till en helt ny tid?                           | 16            |
| Våren 2004  | Den mänskliga naturen                                      | 20            |
| Hösten 2004 | Moralen - Beständig eller ständigt ny?                     | 16            |
| Våren 2005  | Moral, individ och samhälle                                | 20            |
| Hösten 2005 | Vad skall vi tro på?                                       | 16            |
| Våren 2006  | Tilltro, Tro och Trivsel                                   | 17            |
| Hösten 2006 | Skall vi ta livet på allvar?                               | 15            |
| Våren 2007  | Vad ska vi ta på allvar?                                   | 18            |
| Hösten 2007 | Hur skall vi förstå vår samtid?                            | 15            |
| Våren 2008  | Hur skall vi förstå vår omvärld?                           | 19            |
| Hösten 2008 | Vad är bildning och har vi någon nytta av den? (Termin I)  | 15            |
| Våren 2009  | Vad är bildning och har vi någon nytta av den? (Termin II) | 17            |
| Hösten 2009 | Kan vi utrota det onda?                                    | 16            |

### 10-talet
Cirkeln fortsätter i Palaestra, och ibland i Eden. Av 149 föreläsningar (t o m hösten 2015) är inte mindre än 109 med en debuterande föredragshållare och vid 51 tillfällen är det en kvinna.
Man bjuder inte bara in stora namn, utan försöker också bjuda in minst en relativt nydisputerad från i första hand Lunds universitet, som får utveckla sina forskningsrön.

#### Terminsprogram 2010-
| Termin      | Tema | Antal träffar |
| ----------- | --- | ------------- |
| Våren 2010  | Hur skall vi kunna åstadkomma det goda?                                                                     | 17            |
| Hösten 2010 | Kan vi lita på minnet?                                                                                      | 16            |
| Våren 2011  | Hur ska vi leva tillsammans? Om politikens förändrade villkor.                                              | 18            |
| Hösten 2011 | Hur ska vi leva tillsammans? Politisk filosofi - tillbakablickar och framtidsperspektiv                     | 16            |
| Våren 2012  | Kan vi lära känna den Andre? Om biografin som ett kunskapsteoretiskt problem                                | 17            |
| Hösten 2012 | Upplysningen – tycker vi om den, vill vi ha den?                                                            | 15            |
| Våren 2013  | Kommer världen att gå under? Om vårt behov av apokalyptiska förväntningar.                                  | 17            |
| Hösten 2013 | Oroliga tider. Vart är vi på väg?                                                                           | 15            |
| Våren 2014  | Alltings yttersta grunder. Kan vi veta någonting om dem?                                                    | 14            |
| Hösten 2014 | Om inte, om bara… Om kontrafaktiska resonemang i vetenskapen, i samhälls- och vardagslivet                  | 15            |
| Våren 2015  | Omvärderingar - hur stort är behovet?                                                                       | 17            |
| Hösten 2015 | Vantrivs vi i kulturen?                                                                                     | 15            |
| Våren 2016  | Hur bilda sig en åsikt i en ström av motstridig information?                                                | 18            |
| Hösten 2016 | Förr och nu – Hur formar tiden vår tid att tänka                                                            |               |
| Våren 2017  | Jubiléer och minnen - kollektiva och individuella: Hur skapar de vår bild av världen?                       | 17            |
| Hösten 2017 | Vad har hänt i vetenskapen och vad har hänt i världen under de fyrtio år som Filosoficirkeln varit verksam? | 16            |
| Våren 2018  | Varför är det som det är?                                                                                   | 18            |
| Hösten 2018 | Skillnader - vad är det som gör skillnader?                                                                 | 16            |
| Våren 2019  | Ser vi mönster där de inte finns?                                                                           | 18            |
| Hösten 2019 | Moderniteten - något att älska eller hata                                                                   | 16            |

### 20-talet
[edit | edit source]
Likt mycket annat i samhället, påverkades Filosoficirkeln högst påtagligt av Covid-19-pandemin. Vårterminen 2020 avbröts från den 10 mars och sedan upptogs inte programmet förrän 1 mars 1 november 2021. Mestadels fortsätter cirkeln i Palaestra, men är ibland i LUX aula. 

#### Terminsprogram 2010-
[edit | edit source]
| Termin      | Tema                                          | Antal träffar        |
| ----------- | --------------------------------------------- | -------------------- |
| Våren 2020  | Hur kan vi veta det vi oss tror oss veta?     | 8 (av 20 planerade)  |
| Våren 2022  | Kriser o katastrofer - kan vi hantera sådana? | 12 (med start 1 mars |
| Hösten 2022 | Kriser o katastrofer - kan vi hantera sådana? | 16                   |
| Våren 2023  | Vad var det vi missade under pandemin?        | 18                   |
| Hösten 2023 | Hur kommer framtiden att se ut?               | 16                   |
| Våren 2024  | Hur kommer framtiden att se ut?, del 2        | 17                   |
| Hösten 2024 | Vad har egentligen hänt under vår livstid?    | 16                   |
| Våren 2024  | Vad har egentligen hänt under vår livstid?    | 19                   |

### Föreläsare
Totalt har runt 475 personer föreläst i Filosoficirkeln dessa 37 åren. 7 föreläsare har hållit mer än 20 föreläsningar, ytterligare 11 har hållit 10 eller fler. 74 personer har varit på Cirkeln mellan tre och nio gånger och 88 personer har varit där två gånger. Således är det runt 300 personer som gästat Filosoficirkeln i Lund en gång.
De tio som gästat Filosoficirkeln flest gånger är 
| Titel                               | Namn              | Antal föreläsningar |
| ----------------------------------- | ----------------- | ------------------- |
| "Filosof"                           | Arno Werner       | 64                  |
| Professor, Idé och lärdomshistoria  | Svante Nordin     | 42                  |
| Professor, Filosofi                 | Bernard Gabé      | 39                  |
| Professor, Teoretisk filosofi       | Hans Regnéll      | 28                  |
| Professor, Idéhistoria              | Sven-Eric Liedman | 27                  |
| Professor, Idé- och lärdomshistoria | Rolf Lindborg     | 25                  |
| Docent, Egyptologi                  | Gertie Englund    | 21                  |
| Professor, Latin                    | Anders Piltz      | 19                  |
| Professor, Konsthistoria            | Teddy Brunius     | 19                  |
| Journalist/debattör m m             | Olle Holmqvist    | 18                  |

Några andra kända personer som föreläst i Cirkeln är ärkebiskoparna KG Hammar och Antje Jackelén. Den förstnämnda två gånger, båda gångerna sedan han avgått som ärkebiskop, Antje tre gånger innan hon tillträdde. Tre akademiker som varit flitiga gäster är professor emeritus i islamologi Jan Hjärpe med 14 gånger som talare och historieprofessorn Dick Harrison, med 8 besök. Lika många har den färgstarke Gunnar Adler-Karlsson, numera på Capri, men tidigare professor vid Roskilde universitet. Professor emerita Bodil Jönsson har också gästat Cirkeln fyra gånger.
Av de ”icke akademikerna” kan nämnas journalisten Per T Ohlsson som gästade filosoficirkeln september 2014 med ett föredrag under rubriken ”Om kommissarien Anders Gustaf Kempe legat sjuk i influensa den 21 april 1917...”, Mats Svegfors, som i november 2013 talade under rubriken ”Att möta en orolig värld med en genomtänkt världsåskådning: Fallet Hammarskjöld” och den äldste debutanten, sannolikt även den äldste föredragshållaren, diplomaten Sverker Åström, som 86 år gammal talade den 2 september 2003 talade under rubriken ”Sverige i den nya världen”. Som tidigare nämnts har Ingvar Carlsson vid två tillfällen gästat filosoficirkeln , dels 2011 då han samtalade med Sverker Oredsson under rubriken ”Politikens förändrade roll i en globaliserad värld”, dels i december 2014 när han även denna gång i samtal med Sverker ”om vad som skulle kunnat göras annorlunda”.
En prisbelönt föreläsare som besökt filosoficirkeln är fysikern Hans-Uno Bengtsson som föreläste i december 2006 under rubriken ”Felix ille, cui labor ludus est” (Lycklig är han, för vilken arbetskraft är ett spel).
Far och son Ingvar, David och Martin Ingvar har båda pratat i filosoficirkeln. David i april 1984 medan Martin var gästade första gången i februari 1996 och en andra gång november 2001.
Andra gäster hos Lunds filosoficirkel är professor och genusforskare m.m. Tiina Rosenberg, som i oktober 2003 talade om ”Är du fri, lilla vän? –  Om kön och sexualitet i samtida genus–  och queerteori”, professor och debattör Bo Rothstein, som i mars 2010 filosoferade över ”Vägen till omutbarhet. Hur lyckades Sverige komma ur korruptionens grepp?” (detta föredrag fick dock inte spelas in). Även professorn och konstnären Oscar Reutersvärd talade redan 1989 om ”Det kaotiska samspelet mellan konstproducenterna och konstkonsumenterna” och författaren Theodor Kallifatides undrade i oktober 2003 ”Hur länge ska vi sörja en moral vi inte längre har?”